# Cutina
|  | Per a altres significats, vegeu «Cutina (biopolímer)». |

Cutina (llatí: Cutina) era una fortalesa dels vestins al Picè, prop de Cingília que només menciona Titus Livi. Correspon a la modern Cita Aquana.
L'any 325 aC el cònsol Dècim Juni Brut Esceva va fer una campanya contra els vestins, assolant els camps, saquejant les granges, i derrotant l'enemic fins a una batalla principal on els vestins van ser completament derrotats amb fortes pèrdues per ambdues parts; llavors Brut Esceva va començar a atacar les ciutats emmurallades, començant per Cutina, que va aconseguir ocupar.No es coneix amb certesa la seva situació i tampoc la de Cingília.